# 世界醫學協會
世界醫學協會（The World Medical Association）簡稱WMA，又稱世界醫師會。是國際性獨立的醫學聯合會，由專業的醫學組織所組成，世界醫學協會是在1947年9月18日成立，在2019年時的成員包括112個各國的醫學組織及超過一千萬名的醫師。
世界醫學協會是一個國際和獨立的自由專業醫療協會聯合會，因此代表全世界的醫生。WMA於1947年9月18日正式成立，並於2019年已增長到112個國家醫學協會和超過1000多萬醫生。
世界醫學協會主要是要其成員可以自由交流合作，提高醫學倫理學及醫學專業能力的標準，促進世界各地的醫生的職業自由。以這個獨特的合作，WMA希望可以在健康的醫療環境下對病人提供高品質、人性化的照顧，提高全球所有人的生活質量。

## 任務
WMA的任務是為人類服務由努力達到最高國際標準的醫學教育，醫學科學，醫學藝術和醫學倫理以及醫療保健為全球所有人。

## 歷史
WMA成立於1947年9月18日，來自28個不同國家的醫生在巴黎WMA第一屆大會上會面。這個組織是根據1945年在英國醫學協會出生的一個想法建立起來的，在倫敦舉辦的會議中上啟動了一個國際醫療組織的計劃，以取代因第二次世界大戰而暫停活動的國際醫學協會。
在1948年，為了促進其成員協會的經濟支持，當時被稱為評議會的執行董事會在紐約市設立了WMA秘書處，以便與聯合國及聯合國的其各機構保持密切聯繫。WMA秘書處在1974年搬到 費內伏爾泰，法國，由於經濟原因與為了靠近日內瓦的國際組織（世界衛生組織，國際勞工組織，國際護士理事會，國際社會保障協會等）而操作。WMA成員聚集在年度會議上，而年度會議從1962年起被命名為“世界醫療大會”。
自從WMA成立以來，它一直對全世界的醫學倫理狀況表示關心，並且負責為世界醫生製定道德準則。在1948年，古代希波克拉底誓言的現代化措辭被發給日內瓦第二屆大會審議。醫療誓言獲得通過，大會同意將其命名為“日內瓦宣言”。
在同一個日內瓦第二屆大會也收到了關於“戰爭罪行和醫學”的報告。這促使理事會任命另一個研究委員會來製定國際醫學倫理準則，該準則經過廣泛討論後於1949年由第三屆大會審議通過。
即使在通過這兩份文件之後，WMA也不斷被告知違反醫學倫理的行為，醫生在戰爭時期犯下的罪行，不道德的人體實驗以及醫學倫理和醫學法領域的其他一些問題。 這一信息促使理事會於1952年成立了一個常設醫學倫理委員會。這個委員會從那以後一直積極致力於放出WMA的宣言及聲明和持續更新。
在2018年雷克雅維克WMA 10月大會上，加拿大醫協會的會員提出WMA新主席Dr. Leonid Eidelman的演講抄襲加拿大醫協會主席Dr. Chris Simpson的2014年演講。現任主席 Dr. Gigi Osler提出演講完全搬照 Simpson 的演講。她說：“演講稿在沒有原作者的允許的情況下多處搬照其他網站，博客，和新聞。” 10月6號，加拿大醫協會宣佈在WMA沒有達到合格的道德標準情況下退出WMA。
WMA代表 Nigel Duncan給加拿大新聞的說明是Dr. Eidelman的演講是別人代寫的以及他本人並不知情抄襲的事。知情人表明在加拿大代表離開後，Dr. Eidelman 本人在大會上當眾道歉以及承認部分演講稿的抄襲事件，大多國家代表已原諒他所犯下的錯誤。

## 治理

### 大會
WMA的主要決策機構是每年舉行的大會。這個大會是由全國成員協會代表團，WMA理事會的官員和成員以及準會員代表組成（準會員是想加入WMA的個體醫生）。

### 理事會
大會每兩年選舉WMA理事會，其代表來自六個WMA區域：非洲，亞洲，歐洲，拉丁美洲，北美和太平洋地區。它每年選舉WMA總統，擔任WMA的儀式主管。總統，選舉總統和前總統組成可以為WMA發言並正式代表的主席團。
除了主席團之外，WMA理事會每兩年選舉一名擔任該組織政治負責人的主席。作為WMA的業務單位的首席執行官，秘書長全職於WMA理事會任命的WMA秘書處工作。

## 秘書處
WMA秘書處位於法國的Ferney-Voltaire，毗鄰日內瓦。

## 官方語言
自成立以來，英文，法文和西班牙文是WMA的官方語言。

## 會員
WMA有以下成員身份：
- 組織成員：主要適用於來自世界各國的全國醫師協會。[5]這類協會憑藉其成員資格廣泛代表本國的醫生。它們包括商會，學院和私人協會。其中有些是強制性會員資格，有些是工會。
- 準會員：適用於想加入WMA並在年度準會員會議上擁有投票權的個人醫生，以及選定的代表能夠準會員參加大會。

點擊以下鏈接（WMA會員 （页面存档备份，存于））查看更多關於會員資格的信息。

## 項目
WMA活躍在幾個領域，但主要在：
- 倡導
- 倫理學
- 健康系統
- 人權
- 公共衛生

在道德方面，WMA有各種宣言，決議和聲明，試圖幫助指導全世界的國家醫學協會，政府和國際組織。 涉及的範圍很廣，如患者權利，人體研究，武裝衝突期間的傷病護理，囚犯折磨，藥物使用和濫用，計劃生育和污染等。
WMA也適用於：
- 醫學教育
- 衛生保健服務的人力資源規劃
- 病人安全
- 領導力和職業發展
- 倡導醫生和患者的權利
- 職業健康和安全
- 新醫學協會的民主建設
- 公共衛生政策
- 煙草控制和免疫等項目

WMA還與監獄醫學課程，耐多藥結核病和結核病複習課程，倫理課程和微生物抵抗課程（與喬治梅森大學和國際微生物抵抗協會合作）開展教育項目。

## 出版物
所有WMA政策文件和出版物（有些以不同語言）可在其網站 （页面存档备份，存于）上免費下載。 這些包括：
- 世界醫學雜誌
- WMA醫學倫理手冊
- 世界醫療衛生政策雜誌
- 世界關愛醫師
- 工具包
- 背景文件

## 官方關係
世界醫學協會嵌入從醫學社團和協會到商業實體組織的網絡中。 雖然沒有包括全部，但本頁提供WMA最重要夥伴關係的概述。
學術中心（WMA合作中心）
- 北佛羅里達大學全球健康和醫學外交中心醫療領導和醫療外交
- 國際醫學政策和實踐研究中心 - CSIMPP，喬治梅森大學，弗吉尼亞州費爾法克斯，關於微生物耐藥性和公共（健康）政策的製定
- 蒂賓根大學倫理與醫學史研究所
- 瑞士納沙泰爾大學衛生法研究所
- 史蒂夫比科南非約翰內斯堡威特沃特斯蘭德大學生物倫理學中心

合作夥伴
- 拜耳股份公司
- 禮來公司
- 葛蘭素史克股份有限公司
- 輝瑞公司

教育資源
- 健康科學在線（HSO）
- 健康互聯網（HINARI）

國際組織
- 國際特赦組織 - AI
- 國際藥學醫師協會聯合會 - IFAPP
- 國際製藥商協會聯合會IFPMA
- 國際醫院聯合會 - IHF
- 國際酷刑受害者康復理事會 - IRCT
- 醫生為人權 - PHR
- 國際健康與人權協會 - ISHHR
- 世界衛生編輯網絡 - 當
- 國際公共服務 - PSI
- 世界自我藥療行業 - WSMI

醫學生
- 國際醫學生協會聯合會 - IFMSA

患者組織
- 國際患者組織聯盟 - IAPO

專業組織
- 世界衛生專業聯盟 - WHPA
- 世界牙科聯盟 - FDI
- 世界藥學會 - FIP
- 國際護士理事會 - ICN
- 指導方針國際網絡 - G-I-N
- 國際助產士聯合會 - ICM
- 國際醫學科學組織委員會CIOMS
- 國際物理治療師聯合會 - WCPT
- 醫療婦女國際協會 - MWIA
- 世界醫學教育聯合會 - WFME
- 世界精神病協會 - WPA
- 世界獸醫協會 - WVA（諒解備忘錄由WVA和WMA於2012年10月12日簽署）
- 一項健康計劃
- 國際紅十字與紅新月運動
- 紅十字國際委員會 - ICRC
- 紅十字會與紅新月會國際聯合會 - IFRC

區域醫療組織
- 非洲醫學協會 - AfMA
- 亞洲和大洋洲醫學協會聯合會 - CMAAO
- 中歐和東歐分庭會議
- 歐洲醫學協會論壇和EFMA / WHO
- 伊比利亞美洲醫學協會論壇 - FIEME
- 東南亞國家醫學會 - MASEAN
- 拉丁美洲和加勒比醫學聯盟 - CONFEMEL
- 歐洲醫師常務委員會 - CPME

WMA還與世界衛生組織（WHO），聯合國以及其他聯合國機構和直接處理健康問題的專業計劃建立了正式關係。
其他關係的例子包括聯合國愛滋病聯合規劃署（UNAIDS），國際勞工組織（ILO），國際移民組織（IMO），聯合國兒童基金會（UNICEF），聯合國糧食及農業組織（FAO），聯合國難民署（UNHCR）和聯合國環境署（UNEP）。